# Partit Popular Suec
Partit Popular Suec (suec Svenska folkpartiet, SFP, finès Ruotsalainen kansanpuolue, RKP) és un partit polític finlandès d'ideologia liberal que defensa els interessos dels suecs de Finlàndia. El seu grup parlamentari inclou el diputat corresponent a les illes Åland. El partit compta endemés amb una secció femenina, des de 1907, i una secció juvenil creada el 1943.
El partit va ser fundat per Axel Lille el 1906, influït pel filòleg i polític Axel Olof Freudenthal, en una època on els suecs eren una minoria força influent políticament a Finlàndia. Només rep el suport de la minoria sueca, principalment pescadors i grangers de les zones costaneres de Finlàndia Occidental. Però tot i ser minoritari, el SFP ha participat en totes les coalicions de govern des de 1975. A les eleccions parlamentàries finlandeses de 2007 va treure nou escons, quedant en sisè lloc en nombre d'escons i setè en nombre de vots. L'actual líder del partit és Stefan Wallin, ministre de Defensa en el govern presidit per Jyrki Katainen, del Partit de la Coalició Nacional, i que inclou el Partit Socialdemòcrata, l'Aliança d'Esquerra, els Demòcrata-Cristians i la Lliga Verda.

## Resultats electorals
| Any  | Líder                | Vots    | %     | Escons   | +/- | Govern             |
| ---- | -------------------- | ------- | ----- | -------- | --- | ------------------ |
| 1907 | Axel Lille           | 112,267 | 12.60 | 24 / 200 |     | Oposició           |
| 1908 | Axel Lille           | 103,146 | 12.74 | 24 / 200 | =   | Oposició           |
| 1909 | Axel Lille           | 104,191 | 12.31 | 25 / 200 | 1   | Oposició           |
| 1910 | Axel Lille           | 107,121 | 13.53 | 26 / 200 | 1   | Oposició           |
| 1911 | Axel Lille           | 106,810 | 13.31 | 26 / 200 | =   | Oposició           |
| 1913 | Axel Lille           | 94,672  | 13.07 | 25 / 200 | 1   | Oposició           |
| 1916 | Axel Lille           | 93,555  | 11.76 | 21 / 200 | 4   | Oposició           |
| 1917 | Eric von Rettig      | 108,190 | 10.90 | 21 / 200 | =   | Coalició           |
| 1919 | Eric von Rettig      | 116,582 | 12.13 | 22 / 200 | 1   | Coalició (1919)    |
| 1919 | Eric von Rettig      | 116,582 | 12.13 | 22 / 200 | 1   | Oposició (1919-20) |
| 1919 | Eric von Rettig      | 116,582 | 12.13 | 22 / 200 | 1   | Coalició (1920-21) |
| 1919 | Eric von Rettig      | 116,582 | 12.13 | 22 / 200 | 1   | Oposició (1921-22) |
| 1922 | Eric von Rettig      | 107,414 | 12.41 | 25 / 200 | 3   | Oposició           |
| 1924 | Eric von Rettig      | 105,733 | 12.03 | 23 / 200 | 2   | Coalició (1924-25) |
| 1924 | Eric von Rettig      | 105,733 | 12.03 | 23 / 200 | 2   | Oposició (1925-27) |
| 1927 | Eric von Rettig      | 111,005 | 12.20 | 24 / 200 | 1   | Oposició           |
| 1929 | Eric von Rettig      | 108,886 | 11.45 | 23 / 200 | 1   | Oposició           |
| 1930 | Eric von Rettig      | 113,318 | 10.03 | 20 / 200 | 3   | Coalició           |
| 1933 | Eric von Rettig      | 115,433 | 10.42 | 21 / 200 | 1   | Coalició           |
| 1936 | Ernst von Born       | 131,440 | 11.20 | 21 / 200 | =   | Oposició (1936-37) |
| 1936 | Ernst von Born       | 131,440 | 11.20 | 21 / 200 | =   | Coalició (1937-39) |
| 1939 | Ernst von Born       | 124,720 | 9.61  | 18 / 200 | 3   | Coalició           |
| 1945 | Ernst von Born       | 134,106 | 7.90  | 14 / 200 | 4   | Coalició           |
| 1948 | Ralf Törngren        | 137,981 | 7.34  | 13 / 200 | 1   | Oposició (1948-50) |
| 1948 | Ralf Törngren        | 137,981 | 7.34  | 13 / 200 | 1   | Coalició (1950-51) |
| 1951 | Ralf Törngren        | 130,524 | 7.20  | 14 / 200 | 1   | Coalició           |
| 1954 | Ralf Törngren        | 135,768 | 6.76  | 12 / 200 | 2   | Coalició (1954)    |
| 1954 | Ralf Törngren        | 135,768 | 6.76  | 12 / 200 | 2   | Oposició (1954-56) |
| 1954 | Ralf Törngren        | 135,768 | 6.76  | 12 / 200 | 2   | Coalició (1956-58) |
| 1958 | Lars Erik Taxell     | 126,365 | 6.50  | 13 / 200 | 1   | Coalició (1958-61) |
| 1958 | Lars Erik Taxell     | 126,365 | 6.50  | 13 / 200 | 1   | Oposició (1961-62) |
| 1962 | Lars Erik Taxell     | 140,689 | 6.11  | 13 / 200 | =   | Coalició           |
| 1966 | Lars Erik Taxell     | 134,832 | 5.69  | 11 / 200 | 2   | Coalició           |
| 1970 | Jan-Magnus Jansson   | 135,465 | 5.34  | 11 / 200 | =   | Coalició           |
| 1972 | Jan-Magnus Jansson   | 130,407 | 5.06  | 9 / 200  | 2   | Oposició (1972)    |
| 1972 | Jan-Magnus Jansson   | 130,407 | 5.06  | 9 / 200  | 2   | Coalició (1972-75) |
| 1975 | Carl Olof Tallgren   | 128,211 | 4.66  | 9 / 200  | =   | Coalició           |
| 1979 | Pär Stenbäck         | 122,418 | 4.23  | 9 / 200  | =   | Coalició           |
| 1983 | Pär Stenbäck         | 137,423 | 4.61  | 10 / 200 | 1   | Coalició           |
| 1987 | Christoffer Taxell   | 152,597 | 5.30  | 12 / 200 | 2   | Coalició           |
| 1991 | Ole Norrback         | 149,476 | 5.48  | 11 / 200 | 1   | Coalició           |
| 1995 | Ole Norrback         | 142,874 | 5.14  | 11 / 200 | =   | Coalició           |
| 1999 | Jan-Erik Enestam     | 137,330 | 5.12  | 11 / 200 | =   | Coalició           |
| 2003 | Jan-Erik Enestam     | 128,824 | 4.61  | 8 / 200  | 3   | Coalició           |
| 2007 | Stefan Wallin        | 126,520 | 4.57  | 9 / 200  | 1   | Coalició           |
| 2011 | Stefan Wallin        | 125,785 | 4.28  | 9 / 200  | =   | Coalició           |
| 2015 | Carl Haglund         | 144,802 | 4.88  | 9 / 200  | =   | Oposició           |
| 2019 | Anna-Maja Henriksson | 139,640 | 4.53  | 9 / 200  | =   | Coalició           |
| 2023 | Anna-Maja Henriksson | 133,318 | 4.31  | 9 / 200  | =   | Coalició           |

### Eleccions presidencials
| Any  | Candidat             | 1a volta             | 1a volta             | 1a volta             | 2a volta             | 2a volta             | Resultat             |
| Any  | Candidat             | Vots                 | %                    | Pos.                 | Vots                 | %                    | Resultat             |
| ---- | -------------------- | -------------------- | -------------------- | -------------------- | -------------------- | -------------------- | -------------------- |
| 1994 | Elisabeth Rehn       | 702,211              | 22 / 100             | 2n                   | 1,476,294            | 46,1 / 100           | Derrota              |
| 2000 | Elisabeth Rehn       | 241,877              | 7,9 / 100            | 4t                   |                      |                      | Derrota              |
| 2006 | Henrik Lax           | 48,703               | 1,6 / 100            | 7è                   |                      |                      | Derrota              |
| 2012 | Eva Biaudet          | 82,598               | 2,7 / 100            | 7è                   |                      |                      | Derrota              |
| 2018 | Nils Torvalds        | 44,776               | 1,5 / 100            | 8è                   |                      |                      | Derrota              |
| 2024 | No hi van participar | No hi van participar | No hi van participar | No hi van participar | No hi van participar | No hi van participar | No hi van participar |

### Parlament Europeu
| Any  | Vots    | %         | Escons | +/– | Grup |
| ---- | ------- | --------- | ------ | --- | ---- |
| 1996 | 129,425 | 5.75 (#6) | 1 / 16 | Nou | ELDR |
| 1999 | 84,153  | 6.77 (#6) | 1 / 16 | =   | ELDR |
| 2004 | 94,421  | 5.70 (#6) | 1 / 14 | =   | ALDE |
| 2009 | 101,453 | 6.09 (#6) | 1 / 13 | =   | ALDE |
| 2014 | 116,747 | 6.76 (#7) | 1 / 13 | =   | ALDE |
| 2019 | 116,033 | 6.34 (#7) | 1 / 13 | =   | RE   |
| 2024 | 112,245 | 6.14 (#7) | 1 / 15 | =   | RE   |

## Líders del partit
- Axel Lille (1906–1917)
- Eric von Rettig (1917–1934)
- Ernst von Born (1934–1945)
- Ralf Törngren (1945–1955)
- Ernst von Born (1955–1956)
- Lars Erik Taxell (1956–1966)
- Jan-Magnus Jansson (1966–1973)
- Kristian Gestrin (1973–1974)
- Carl Olof Tallgren (1974–1977)
- Pär Stenbäck (1977–1985)
- Christoffer Taxell (1985–1990)
- Ole Norrback (1990–1998)
- Jan-Erik Enestam (1998–2006)
- Stefan Wallin (2006–2012)
- Carl Haglund (2012-)